# Iberischer Drachenkopf
Der Iberische Drachenkopf (Lallemantia iberica), auch Ölziest genannt, ist eine Pflanzenart aus der Gattung Lallemantia in der Familie der Lippenblütler (Lamiaceae). Ihr Verbreitungsgebiet erstreckt sich über Teile von Kleinasien und Transkaukasien, in Osteuropa wurde sie regional als Ölpflanze eingebürgert und dient hier als Rohstoff für die Herstellung von Lallemantiaöl. In Westeuropa wurde der Iberische Drachenkopf 1873 durch die Wiener Weltausstellung bekannt.

## Beschreibung

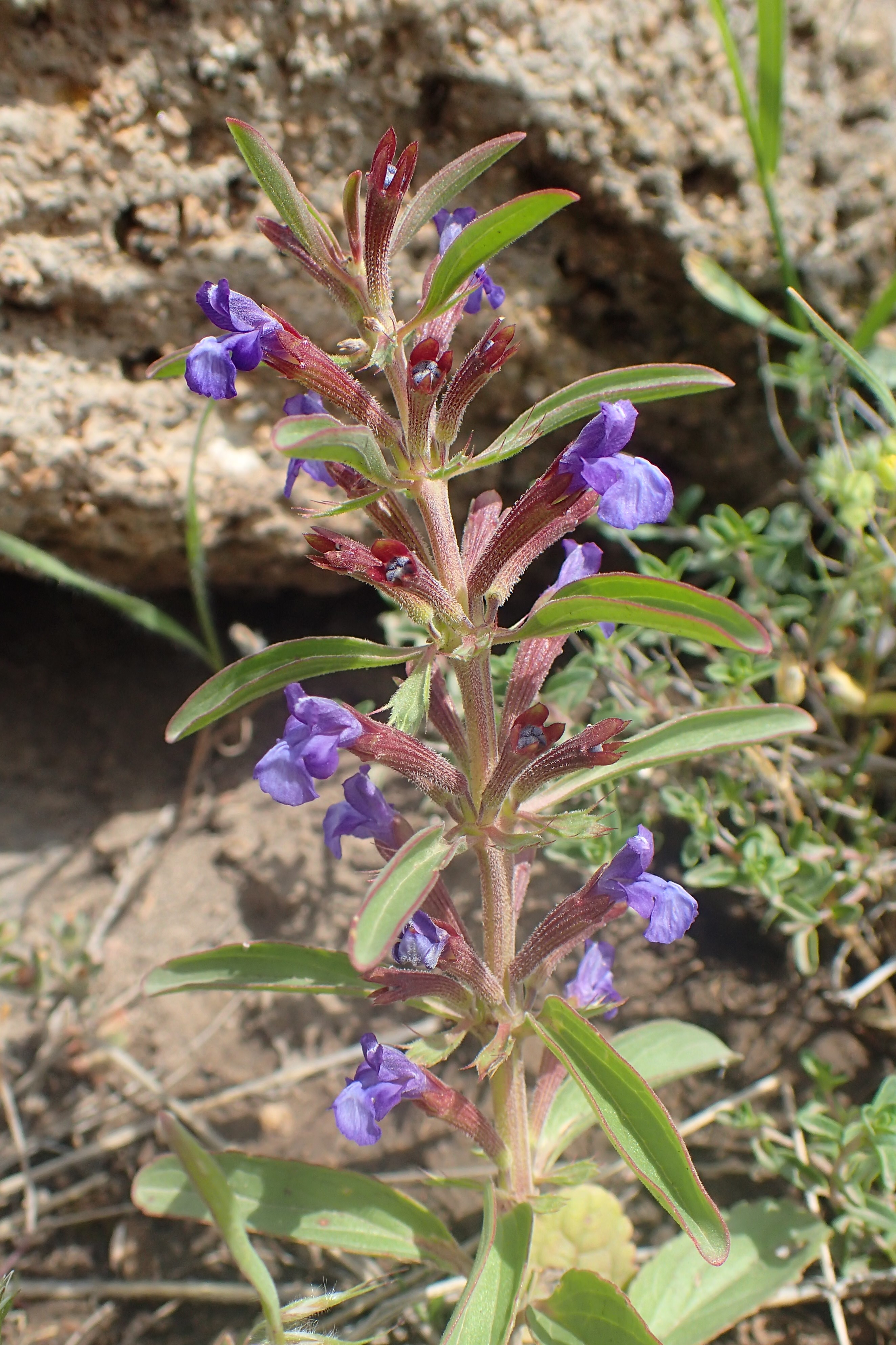
Blütenstand mit blauen, zygomorphen Blüten

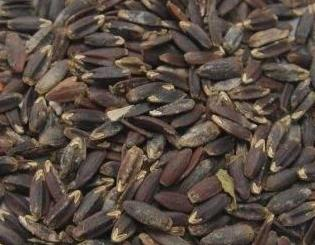
Klausen

### Vegetative Merkmale
Der Iberische Drachenkopf ist eine einjährige krautige Pflanze mit Wuchshöhen von 40 bis 60 Zentimetern in Kultur, kann aber auch höher werden, wild wird er nicht so hoch. Die Wurzeln reichen als Anpassung an trockene Standorte sehr tief in den Boden. Er besitzt einen vierkantigen, spärlich verzweigten und teils rötlich überlaufenen Stängel.
Die kreuzgegenständlich angeordneten Laubblätter sind in Blattstiel und Blattspreite gegliedert. Der Blattstiel ist bis zu 2,5 Zentimeter lang. Die einfachen und oft kahnförmigen Blattspreiten sind bei einer Länge von bis zu 6 Zentimetern sowie einer Breite von bis zu 2 Zentimetern eiförmig bis lineal-lanzettlich. Die Blattnervatur ist ausgeprägt. Der Blattrand der unteren Laubblätter ist gezähnt, bei den oberen ist er ganz bis entfernt gezähnt. Es sind pro Laubblatt zwei kurz gestielte, bei einer Länge von bis zu 9 Millimetern sowie einer Breite von bis 5 Millimetern relativ kleine, verkehrt-breiteiförmige Nebenblätter vorhanden. Die Nebenblätter haben am Rand sechs bis zehn grannenspitzige Zähne, die bis 5 Millimeter lange und schmale Spitzen (Grannen) tragen, wobei in der Mitte die Grannenspitzen etwas kürzer sind. Die Laubblätter und Nebenblätter sind im unteren Bereich des Stängels größer und werden dann nach oben immer kleiner.

### Generative Merkmale
Die Blüten sind in Scheinquirlen in ährigen Blütenständen angeordnet. Die zwittrigen Blüten sind zygomorph und fünfzählig mit doppelter Blütenhülle. Die fünf Kelchblätter sind zu einer bis zu 9 Millimeter langen Kelchröhre verwachsen. Der rippige und fein behaarte Kelch endet in fünf bis 3 Millimeter langen Kelchzipfeln. Die Blütenkronen sind weiß, lavendel-weiß oder auch blau-violett; auch mit weißer Unterlippe. Die weißblütige Form bildet größere Samen und wird daher bevorzugt. Die Kronröhre ist bis zu 12 Millimeter lang. Die Oberlippe der Krone ist zweilappig, die Unterlippe ist dreilappig mit einem größeren, ausladenden mittleren Kronlappen. Es sind vier Staubblätter vorhanden.
Die Blühzeit liegt im Juli bis August, die Samenreife erfolgt von August bis September.
Die Klausenfrüchte zerfallen in jeweils vier dreikantige, bauchseitig gekielte und rückseitig flach gewölbte, schmal-eiförmige und abgeflachte Klausen. Die matt dunkel- bis schwarzbraunen Samen besitzen ein deutliches, weißes Hilum, sie haben eine Länge von 3,5 bis 5,5 Millimetern und eine Breite von etwa 1,2 bis 2 Millimetern und sind 1 bis 1,5 Millimeter dick. Die Tausendkornmasse beträgt 4 bis 5 Gramm.
Die Chromosomengrundzahl beträgt x =7; es liegt Diploidie mit einer Chromosomenzahl von 2n = 14 vor.

## Inhaltsstoffe
Die Samen enthalten bis zu 38 % Öl, das Lallemantiaöl besteht zu etwa 50–65 % aus Triglyceriden mit α-Linolensäure als Fettsäure-Komponente. Durch den sehr hohen Gehalt an ungesättigten Fettsäuren von über 90 % in den Estern der Triglyceride, zählt das Öl zu den am schnellsten trocknenden Pflanzenölen.

## Ökologie
Die Blüten werden vor allem durch Bienen und Hummeln befruchtet.

## Taxonomie
Die Erstveröffentlichung erfolgte unter dem Namen (Basionym) Dracocephalum ibericum durch M.Bieb. in Fl.taur -caucus. 2, 1808, S. 64. Der akzeptierte Name Lallemantia iberica (M.Bieb.) Fisch. & C.A.Mey. wurde in Index sem. hort. petrop. 6, 1840, S. 53 veröffentlicht.  weitere Synonyme sind Dracocephalum aristatum Bertol. sowie Lallemantia sulphurea K.Koch.
Der Gattungsname ehrt den deutschen Arzt und Botaniker Julius Léopold Eduard Avé-Lallemant (1803–1867).

## Vorkommen
Das natürliche Verbreitungsgebiete des Iberischen Drachenkopfs liegt in den gemäßigten bis subtropischen Regionen Kleinasiens bis Mittelasiens. Entsprechend ist Lallemantia iberica vor allem in den Ländern Iran, Irak, Jordanien, Syrien, Israel, Libanon und der Türkei sowie Armenien, Aserbaidschan, Turkmenistan und Teilen der Kaukasusregion Russlands zu finden. In der Türkei wird er bis in Höhenlagen von bis zu 2150 Metern angetroffen.
Der Iberische Drachenkopf ist eine wärmeliebende Art ohne größere Ansprüche an das Klima. Er wächst vor allem in sonnigen Lagen und ist trockenheitstolerant. Gegenüber hohen Niederschlägen und Kälte ist er dagegen empfindlich. Er braucht kalkhaltige Böden und wächst besonders gut an Verwitterungsstandorten, während tonige Böden nicht geeignet sind. Staunässe sowie schwachsaure Böden sind als Standorte ebenfalls nicht geeignet.

## Nutzung

### Anbau
Der Iberische Drachenkopf wird als Ölpflanze kultiviert. Dabei wächst er entsprechend seiner ökologischen Ansprüche vor allem auf trockenen bis mittelfeuchten Kalkböden. Innerhalb einer Fruchtfolge stellt er keine Ansprüche an Vorfrüchte, wobei allerdings für die Unterdrückung von Wurzelkonkurrenten vor allem Getreide geeignet sind und er ist für jede Nachfrucht geeignet.
Die Frühjahrsaussaat erfolgt Mitte April, wobei die Minimaltemperatur für die Keimung bei etwa 2 bis 3 °C liegt. Die Keimdauer beträgt 2 bis 3 Wochen, die Vegetationszeit ist mit 90 bis 120 Tagen relativ kurz. Eine späte Aussaat reduziert den Ertrag teilweise beträchtlich; so konnte nachgewiesen werden, dass eine Aussaat Mitte Mai weniger als 60 % der Samenerträge und nur etwa 80 % des Ölertrages bedingt.
Die Ernte erfolgt mit dem Mähdrescher bereits kurz vor der vollständigen Samenreife, um Verluste durch das Herausfallen der Körner aus den Früchten zu vermeiden. Der Samenertrag liegt bei etwa 20 Dezitonnen (auch Doppelzentner) pro Hektar.

### Düngung
Der Nährstoffbedarf des Iberischen Drachenkopf bei einem Körnerertrag von 15 dt/Hektar ist mit rund 70 kg Stickstoff pro Hektar gering. Bei den weiteren Hauptnährstoffen Phosphor, Kalium und Magnesium genügen mäßige Bodengehalte (mittlere Versorgungsstufe).

### Pflanzenschutz
Gegenüber „Unkräutern“ ist der Iberische Drachenkopf aufgrund seines schnellen Wachstums sehr konkurrenzstark, eine Entfernung ist entsprechend nur bei Wurzelkonkurrenten sinnvoll. Herbizide sind für den Anbau des Iberischen Drachenkopf nicht zugelassen. Durch starke Niederschläge und Kälte kann es zu Stängelfäule durch Botrytis-Befall kommen, wobei Saatgut aus nördlicheren Bereichen dagegen wahrscheinlich weitgehend resistent ist.

### Verwendung
Bisher wurde der Iberische Drachenkopf vor allem in den Gebieten der GUS als Ölpflanze angebaut.
Die Hauptverwendung des Iberischen Drachenkopf erfolgt für die Herstellung von Öl als Alternative für Leinöl, insbesondere von Linolenöl für die chemische Industrie. Dabei kommt es bei der Herstellung von Lacken und Ölfarben, Holzschutzmitteln, Möbelpolitur sowie bei der Herstellung von Linoleum zum Einsatz.
Das ätherische Öl enthält unter anderem Germacrene-D (33,7 %), 3-Carene (19,0 %), Iso-Caryophyllene (γ-Caryophyllene) (12,8 %), Sabinene (11,1 %), Alpha-Terpinen Acetat (6,5 %) und Limonene (4,4 %). Der Nachweis erfolgt durch die Kopplung der Gaschromatographie mit der Massenspektrometrie.
Junge Pflanzen können als Nahrungsmittel und als Arzneipflanze genutzt werden. Erntereste werden zu Tierfutter verarbeitet.